# Château du Chambon (Bersac-sur-Rivalier)
Pour les articles homonymes, voir Château du Chambon et Chambon.
Le château du Chambon est un monument historique privé ouvert à la visite, situé dans le département de la Haute-Vienne en région Nouvelle-Aquitaine, sur la commune de Bersac-sur-Rivalier, au lieu-dit du même nom : Le Chambon. Le château dans sa forme actuelle date principalement du milieu du XVIe siècle. Il est protégé au titre des monuments historiques par inscription sur la liste des inventaires supplémentaires des monuments historiques (ISMH).

## Architecture
Le château du Chambon était stratégiquement placé sur un plateau à la porte de Monts du Limousin, dans la vallée de la Gartempe, entre le Rivalier et l'Ardour. L'un de ses principaux attraits est la façon dont il s'intègre dans ce paysage. 
L’édifice est constitué d'un corps de logis, prolongé d'une partie formant avant-corps en forme de L. Sa façade postérieure est flanquée de deux tours circulaires, probablement les parties les plus anciennes du bâtiment actuel. 
Une échauguette en encorbellement interrompt la façade principale, qui donne sur une terrasse fortifiée. Celle-ci est entourée sur deux côtés par des anciennes douves, aujourd'hui asséchées. Un pont dormant, dominé par un portail classique, permet d'accéder à la terrasse. Un angle de la terrasse est occupé par un colombier. Une autre tour, aujourd'hui disparue, a jadis complétée les fortifications. 
À l'angle sud de la terrasse, il y avait une chapelle, dont seule une ouverture en forme de vitrail à côté du portail a survécu. 
Le château constitue un exemple de résidence nouvelle, édifiée dans des formes encore proches de la fin du Moyen Âge, mais où le décor et les aménagements intérieurs relèvent des innovations de la Renaissance. Sur la façade principale, la travée de la porte est amplifiée par un décor de style Renaissance et porte la date de 1549. Cette porte s'ouvre sur un escalier monumental droit en granit (Renaissance). Quelques réaménagements du XVIIIe siècle ont donné au château sa forme actuelle.
Par arrêté du 28 novembre 2001, les façades et toitures du corps de logis ainsi que la cage de l'escalier monumental, l'intérieur de la tour sud-est en totalité et le sol des parcelles autour du château ont été inscrits sur la liste des inventaires supplémentaire des monuments historiques.

## Historique

### La famille Deaulx
Le château a été édifié « officiellement » par Balthazar Deaulx au cours du XVIe siècle. Il y a peu de références et de documents sur ce point, mais les écrits disponibles attribuent effectivement la construction du château à celui-ci.
Ceci pose une première interrogation, car c’est Jeanne Joudrinaud du Vignaud, qui apporte les terres du Chambon à Balthazar Deaulx lors de leur mariage le 15 novembre 1578. Or on retrouve clairement le nom de Balthazar et la date de 1549 sur le portail Renaissance en façade du corps de logis, qui fait donc penser que l’histoire du château pourrait avoir commencé avant cette union.
Jeanne Joudrinaud du Vignaud est issue de la famille du Vignaud, qui possède de nombreuses terres et biens à Folles (Vories), Laurière (Villefort) et La Jonchère ... et dont l’ascendance remonte au milieu du XVe siècle. Elle tient possiblement le domaine du Chambon de son premier mariage avec Guy du Chasteigner (Chastenet), alias du Breuil, qui était co-seigneur du Chambon. On retrouve également un François de Chasteigner du Breuil co-seigneur du Chambon vers 1550. L’existence de cette co-seigneurie pourrait indiquer l’existence des deux logis distincts initialement. Notamment la grande tour sud du château actuel, inscrite dans son intégralité, pourrait être antérieure au portail. Elle est assez typique des tours résidentielles qu'on trouvait au XVe siècle dans la Marche.
Enfin, on trouve sur le portail Renaissance les armes de la famille Deaulx, mais également des armoiries attribuées à la famille du Breuil et qu'on retrouve en partie dans une des chapelles et une clef de voute de l’église de Bersac.
L’ascendance de Balthazar Deaulx est bien connue sur plusieurs générations et remonte jusqu’à Guillaume d’Aulx, écuyer en Poitou vers 1434. Balthazar, page du Duc d’Anjou, Seigneur de la Colinière et de Solignac (paroisse de Cromac, canton de Saint-Sulpice-les-Feuilles), devient à la suite de son union avec Jeanne du Vignaud également Seigneur du Chambon, de l'Age-Ponnet, du Verger-Buisson, du Nouailles, du Noyer et d'autres terres. Avec lui, la notion de co-seigneur du Chambon disparait. 
Le château restera dès lors aux mains de la même famille. Les extraits paroissiaux disponibles démontrent, qu’au XVIIe siècle la famille Deaulx réside principalement au Domaine du Noyer, à proximité immédiate du Chambon. Elle cèdera au fil des générations certains domaines (comme celui de Noailles, vendu par Pierre Deaulx dans le dernier quart du XVIIeme), mais conservera le Noyer et le Chambon jusqu’à la fin du XXe siècle. Néanmoins, le nom de famille change à deux reprises, car la transmission des biens se fait de père en fille.

### La famille Desmarais
En 1715, Marie Françoise Deaulx, héritière du château, épouse Louis Jean Desmarais. Capitaine au régiment du Duc de Lorraine, il est le fils de Pierre Desmarais, Seigneur de la Renaudière, commissaire des guerres, surintendant de Henri-Jules de Bourbon, et de Marie Madeleine d’Escurolles Dubois. 
La famille Desmarais s’installe alors en Limousin. À la suite de cette installation, des biens immobiliers des Desmarais et des Deaulx à Paris sont vendus entre 1715 et 1730.  Ces ventes permettent possiblement d’envisager une rénovation du Chambon et une réinstallation de la famille au château. Un procès-verbal de réparations du Chambon et de ces dépendances dressé en 1725 et qui annonce des travaux de réparation important, est très probablement lié à cette réinstallation.
Les fils Desmarais seront classiquement prêtre ou abbé, militaire ou mousquetaire du Roi sous Louis XV et Louis XVI. Accessoirement poètes ! La famille Desmarais sera une des rares familles rurales du Limousin à avoir un abonnement a la revue littéraire Mercure de France et le mousquetaire du Roi publiera quelques poèmes dans l’édition d’octobre 1764.
Ce sont donc les Desmarais qui font réaménager le corps principal du logis au milieu du XVIIIe siècle dans une forme plus moderne, ainsi que le portail en pierre sous sa forme actuelle sur le pont dormant, qui porte la date de 1757. Ce portail porte également les armes de la famille Desmarais.
Au moment de la Révolution française, Joseph Louis Desmarais est le propriétaire du château. Ancien mousquetaire du roi, il comparaît à l’assemblée de la noblesse de la sénéchaussée de Limoges, mais émigrera le 11 octobre 1791. Sa sœur Anne Renée Desmarais reste au Chambon et rachète celui-ci lors de la confiscation de 1792. À son décès le 5 octobre 1797, son frère, l’abbé Léonard Jérôme Desmarais, hérite. Contrairement aux châteaux et biens des familles alliées du Vignaud à Laurière (Villefort) et à Folles (Vories), qui ont été eux complètement rasés après la Revolution, le château du Chambon échappe ainsi à la destruction, est sauvé pour la famille et demeure aux mains des Desmarais.   
Pendant la Révolution, Anne-Renée Desmarais et sa mère, Jeanne de Sauzet, ont contribué à cacher un prêtre réfractaire, Pierre-Grégoire Labiche de Reignefort, en lui hébergeant au Chambon. En 1820, Labiche de Reignefort, qui été Chanoine théologique de la cathédrale de Limoges, a publié un livre sur ces deux Dames, intitulé  Modèle des dames chrétiennes et de toutes les personnes engagées dans l'état du mariage, ou Vie de Mme Desmarais Du Chambon, morte à Limoges en 1790... suivie de celle plus abrégée de Mlle Desmarais, sa fille.
Joseph Louis Desmarais retourne en France à la suite de son amnistie du 15 septembre 1802, mais s'installe dans sa fonction de Juge de Paix à Laurière. Après la mort de l'abbé, le château reviendra à son fils Jérôme Arsène Hippolyte Desmarais, donc un neveu de Léonard Jérôme, qui poursuit la lignée. Il sera Maire de la commune de Bersac - comme pendant plusieurs générations ses descendants après lui.

### La famille de La Celle de Châteauclos
Fin du XIXe, Joseph Louis Adrien Desmarais, Maire de Bersac, a eu deux filles : Marie-Aline, qui s’éteint jeune en 1867, et sa sœur Marie-Alix Desmarais. Celle-ci épousera Sylvain Marquis de la Celle Vicomte de Châteauclos en 1873. De cette periode date probablement la création de la grande salle à manger. Ils participeront aussi à la rénovation de l’église de Bersac fin du XIXe avec deux vitraux.